# Nicea
|  | Per a altres significats, vegeu «Nicea (desambiguació)». |

|  | No s'ha de confondre amb Nissa (Capadòcia). |

Nicea (en llatí Nicaea, en grec antic Νίκαια) va ser una important ciutat de Bitínia. Estrabó l'anomena metròpoli, i diu que estava situada a la costa oriental del llac Ascania o Ascanius, en una plana fèrtil però insalubre a l'estiu.
Es creu que va ser colonitzada pels botieus (potser era una colònia grega) i va portar el nom d'Ancore o Helicore, però els misis la van destruir.
Després de la mort d'Alexandre el Gran, Antígon, un dels diàdocs, quan va haver derrotat Èumenes de Cardia l'any 316 aC, va reconstruir la ciutat i la va anomenar Antigònia (Antigoneia). Uns anys després, el 301 aC, va caure en mans de Lisímac de Tràcia i la va rebatejar amb el nom de Nicea en honor de la seva dona Nicea, filla d'Antípater. Una altra referència que recull Foci, diu que la van fundar els soldats d'Alexandre originaris de Nicea de Lòcrida, ciutat a prop de les Termòpiles. Estrabó diu que la ciutat estava construïda d'una forma molt regular, en forma de circumferència que mesurava uns setze estadis. Tenia quatre portes i els carrers es creuaven en angle recte, de manera que des d'un monument que hi havia al centre de la ciutat es veien les quatre portes que tancaven les muralles. El monument era un edifici que servia de gimnàs i va ser destruït per un incendi, però Plini el Jove el va restaurar quan era governador de Bitínia.
Després de Lisímac, la ciutat es va convertir en un centre important sota els reis de Bitínia, i Zipetes comptava la seva era partint de l'any 288 aC, quan ja governava a Nicea. Va disputar amb Nicomèdia la capitalitat de Bitínia, fins que, segons Dió Crisòstom, que havia intervingut en les disputes entre les dues ciutats, el títol de metròpoli es va assignar a Nicomèdia.
L'any 325 va ser seu d'un concili ecumènic, el Primer Concili de Nicea que es va celebrar contra l'heretgia arriana. L'església on es va fer el concili és probablement la mesquita d'Orkhan avui.
A mitjan segle va ser parcialment destruïda el 358, 362 i 368 per terratrèmols, però la darrera vegada l'emperador Valent la va restaurar. L'any 787 va ser la seu d'un altre concili, el Segon Concili de Nicea, que va tractar sobre els iconoclastes.
Els turcs seljúcides la van conquerir l'any 1078, però va ser reconquerida pels romans d'Orient l'any següent. El 1081 la van tornar a conquerir i la van tornar a perdre, i el 1086 van tornar a ocupar-la.
L'any 1097 va ser ocupada pels croats durant la Primera Croada i va restar en mans de l'Imperi Romà d'Orient. L'any 1205 Teodor I Làscaris, proclamat emperador, la va fixar com a residència i capital de l'Imperi de Nicea. El 1259 Miquel VIII Paleòleg va usurpar el tron a Joan IV Ducas Làscaris i el 1261 va reconquerir Constantinoble.
L'any 1331 va tornar a caure en mans dels turcs, aquesta vegada els osmanlis o otomans de l'emir o soldà Orkhan, i de llavors ençà s'anomena Iznik.
A Nicea va néixer l'astrònom Hiparc (194 aC), anomenat Hiparc de Nicea, i l'historiador Dió Cassi.